# 雞屁股

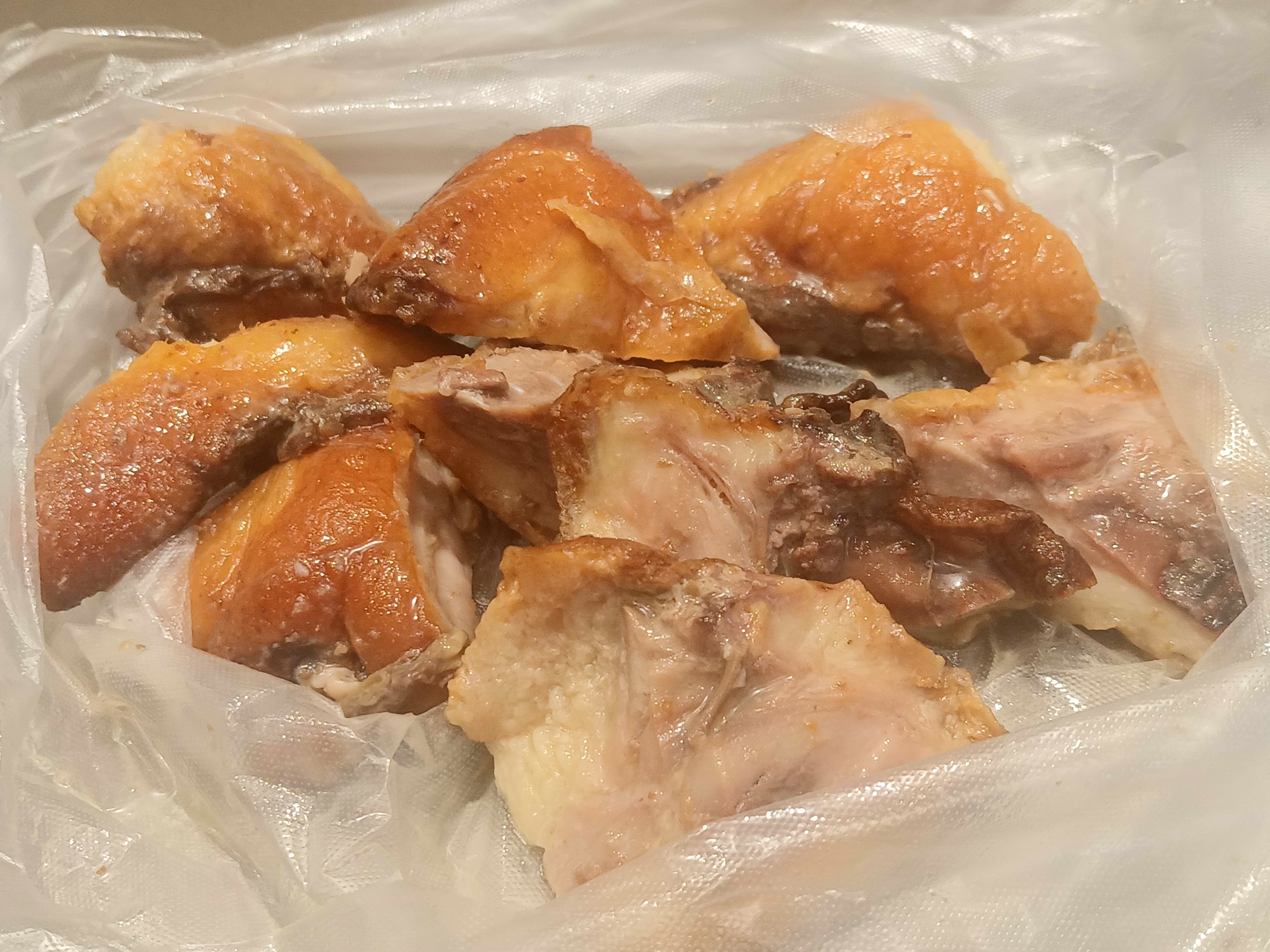
雞屁股

雞屁股，雅稱或別名七里香，是臺灣常見的小吃之一。

## 歷史
據說清朝中興名臣曾國藩嗜好此菜，每逢戰勝太平軍他加菜就是堆一桌山高像寿桃；進北京任直隸總督後，也影響慈禧太后也愛吃這菜。

## 材料
通常是成串鹹水油雞（白切雞）屁股，沾醬料滷汁食用，喜欢吃的人讚揚雞屁股富含膠原蛋白，滑嫩可口，台湾夜市小吃常见，使用竹串串起一支支贩售

## 轶事
2022年，霍華德來台期間品嚐了雞屁股，並對其獨特風味表達驚訝。